# VfB 1905 Marbourg
Maillots
Dernière mise à jour : 11 avril 2011.
Le VfB 1905 Marbourg est un club sportif allemand localisé à Marbourg dans la Hesse.
Le club est issu d’un détachement en 1992, de la section football du VfL 1860 Marbourg (la plus ancienne association sportive de la localité) pour reconstituer un VfB 1905 Marbourg comme club indépendant.

## Histoire (football)
De 1937 à 1992, l’histoire du VfB 1905 Marbourg et celle du VfL 1860 Marbourg se confondent, à la suite d'une fusion exigée par les responsables nazis.

### VfL 1860 Marbourg
Le club fut fondé le 28 juillet 1860.

Logo du VfL 1860 Marbourg

En 1937, les autorités nazis exigèrent la fusion du VfL 1860 avec un autre club de la localité, le VfB 05 Kurhessen (issu d’une fusion en 1925 entre le VfB 1905 Marbourg et le SV Kurhessen, voir ci-dessous).
En 1945, le club fut dissous par les Alliés, comme tous les clubs et associations allemands (voir Directive n°23). Il fut rapidement reconstitué et rejoue son premier match, le 9 septembre 1945.
En 1946, le club reprit part à un championnat de ligue. En 1950, le VfL 1860 Marbourg monta en Landesliga Hessen. Il ne joua qu’une saison puis descendit.
En 1954, il remonta dans ce qui était devenu la 1. Amateurliga Hessen, une ligue alors située au 3e rang de la hiérarchie.
En 1959, le club fut champion et participa au tour final pour la montée en 2. Oberliga Süd, mais il échoua à la dernière place.
En 1965, le VfL 1860 fut relégué en Gruppenliga, soit, à cette époque, au 4e étage de la pyramide du football allemand.
En 1985, le club remonta au 3e niveau, créé sous le nom d’Oberliga Hessen, en 1978.
Relégué en 1989, le VfL 1860 joua à l’ascenseur. Montant en 1990, il redescendit directement mais remonta encore au bout d'une saison.
En avril 1992, la section football avait été séparée de l’association mère pour reconstituer le VfB 1905 Marbourg de manière indépendante.
Si sa section Basket prit aussi son indépendance sous le nom de BC Marbourg, le VfL 1860 dispose toujours de plusieurs sections différentes dont l’Athlétisme, le Basket-ball, l’Escrime, la Gymnastique, le Hockey sur gazon, la Natation, le Tennis, le Tennis de table, le Volley-ball,… 

### VfB 1905 Marbourg
Le club fut créé le 13 mai 1905 sous l’appellation de Marburger Fussball-Klub 1905 au restaurant "Bopps Terrassen" à Marbourg.
En 1907, le club compta déjà plus de 100 membres et aligna trois équipes. Chacune remporta sa Bezirksliga !
En 1908, le club changea sa dénomination en Verein für Bewegungsspiele 1905 Marbourg ou VfB 1905 Marbourg. D’autres sections sportives furent créées.
En 1911 après des victoires sur le 1. FC Nuremberg (1-0), puis sur le même score contre Holstein Kiel, le club fut Champion d’Allemagne universitaire. L’année suivante, le cercle atteignit encore la finale mais perdit contre Kiel.
En 1913, le VfB 1905 Marbourg remporta la Hessischer Liga.
La Première Guerre mondiale interrompit les activités du club qui fut reconstitué le 1er février 1919 par 41 anciens membres.
Le 30 août 1925, le club s’associa avec le SV Kurhessen pour former le VfB 05 Kurhessen.
En 1937, le club fut englobé dans une fusion, exigée par les Nazis, au sein du VfL 1860 Marbourg. À partir de ce moment jusqu’en 1992, l’Histoire du VfB 1905 se confondit avec celle du VfL 1860.
Le 9 avril 1992, la section football du VfL 1860 Marbourg, qui remontait en Oberliga Hessen, fut détachée de la association principale pour refonder le VfB 1905 Marbourg. Le club joua une saison en Oberliga mais termina dernier et fut relégué.
En 1999, le VfB 1905 remonta vers l'Oberliga Hessen. Celle-ci était devenue une ligue de "niveau 4", en 1994, lors de l’instauration des Regionalligen, au 3e étage.
Grâce au retrait volontaire du Germania Horbach, le club évita les barrages de justesse lors de la saison suivante. Lors de sa 3e et 4e saison, le VfB 1905 grimpa vers la première partie de classement. Mais en 2004, il se sauva de peu. L’année suivante, il fut relégué en proie à de sérieux soucis financiers.
En 2008, lors de la création de la 3. Liga en tant que "Division 3", l’Oberliga Hesse recula au "niveau 5" et fut renommée Hessenmliga. Le VfB 1905 Marbourg y remonta l’année suivante.
En 2010-2011, le VfB 1905 Marbourg évolue en Hessenliga, soit le 5e niveau de la hiérarchie de la DFB. Le club tente difficilement d’assurer son maintien.

## Palmarès (football)

### VfL 1860 Marbourg
- Champion de la 1. Amateurliga Hessen (III): 1959.

### VfB 1905 Marbourg
- Champion d’Allemagne universitaire: 1911.